# Corydoras amandajanea
Corydoras amandajanea es una especie de pez de la familia Callichthyidae en el orden de los Siluriformes.

## Morfología
Los machos pueden llegar alcanzar los 5,9 cm de longitud total.

## Distribución geográfica
Se encuentran en el curso alto de la cuenca del río Negro.